# Санта-Клара-де-Лореду
Санта-Клара-де-Лореду (порт.  Santa Clara de Loredo) — фрегезия (район) в муниципалитете Бежа округа Бежа в Португалии. Территория — 71,58 км². Население — 960 жителей. Плотность населения — 13,4 чел/км².